# For Whom the Bell Tolls
„For Whom the Bell Tolls“ je skladba americké thrashmetalové skupiny Metallica, v pořadí třetí z jejich druhého alba Ride the Lightning. Složili ji Cliff Burton, James Hetfield a Lars Ulrich, text je inspirován románem Komu zvoní hrana (For Whom the Bell Tolls) od Ernesta Hemingwaye. Úvod skladby, který je často chybně považován za zvuk elektrické kytary, je ve skutečnosti baskytara Cliffa Burtona, se silným zkreslením a wah-wah pedálem („kvákadlem“). Tento začátek Cliffa napadl ještě předtím, než se k Metallice přidal. V roce 2009 byla skladba použita jako soundtrack k filmu Zombieland.